# Pelargonium aridicola
Pelargonium aridicola är en näveväxtart som beskrevs av E.M. Marais. Pelargonium aridicola ingår i släktet pelargoner, och familjen näveväxter. Inga underarter finns listade i Catalogue of Life.